# Projectieve lineaire groep

Relatie tussen de projectieve speciale lineaire groep PSL en de projectieve algemene lineaire groep PGL

In de groepentheorie, een deelgebied van de wiskunde, is de projectieve lineaire groep, ook wel bekend als de projectieve algemene lineaire groep, een van de belangrijkste bestudeerde groepen, een onderdeel van de zogenaamde klassieke groepen. De projectieve lineaire groep van een vectorruimte {\displaystyle V} over een lichaam of veld {\displaystyle F} is de factorgroep
{\displaystyle {\text{PGL}}(V)={\text{GL}}(V)/{\text{Z}}(V)}
waarin {\displaystyle {\text{GL}}(V)} de algemene lineaire groep op {\displaystyle V} is en {\displaystyle {\text{Z}}(V)} de ondergroep van alle scalaire reguliere transformaties op {\displaystyle V}.

## Voorbeelden
- Möbius-groep, {\displaystyle {\text{PGL}}(2,C)={\text{PSL}}(2,C)}
- PSL(2,7)